# دومينيك راندولف
دومينيك راندولف (بالإنجليزية: Dominic Randolph)‏ هو لاعب كرة قدم أمريكية أمريكي، ولد في 11 نوفمبر 1986 في أميليا في الولايات المتحدة.